# E-TEN

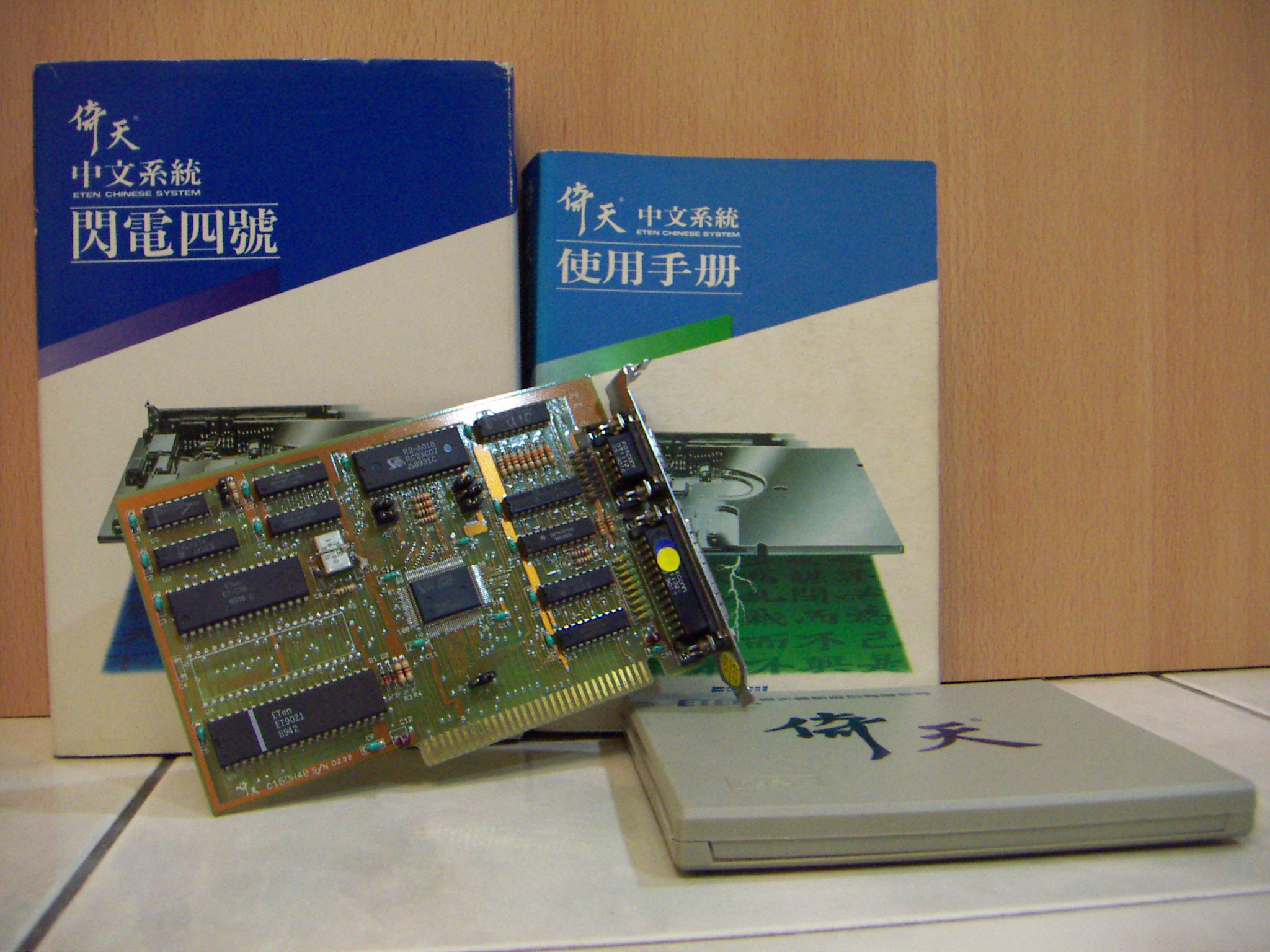
倚天中文系統のISAカード

E-TEN（中国語: 倚天資訊股份有限公司、英語: E-TEN Information Systems Co., Ltd）は、スマートフォンなどの携帯機器を専門とする台湾の電子機器製造企業である。本社は台北市内湖区にある。
1985年に台北で設立された。当初はMS-DOS風プラットホームで中国語の入力・表示などが可能な倚天中文系統（E-TEN中国語システム）で知られていた。ハードウェアとソフトウェアの両方の製品を投入し、中国語の表示環境が構築できるようになっていた。市場に投入した商品には、DTPアプリケーション、レーザープリンタ、Microsoft Windowsベースの入力システムなども含まれていた。
1997年、E-TENは、台湾の金融界で人気となったリアルタイム株式取引"financial pager"の導入により、携帯機器に転換した。その後、Microsoft Windows MobileとDAB受信機をベースにした高度な通信機の製造（自社ブランドとODMの両方）に注力した。

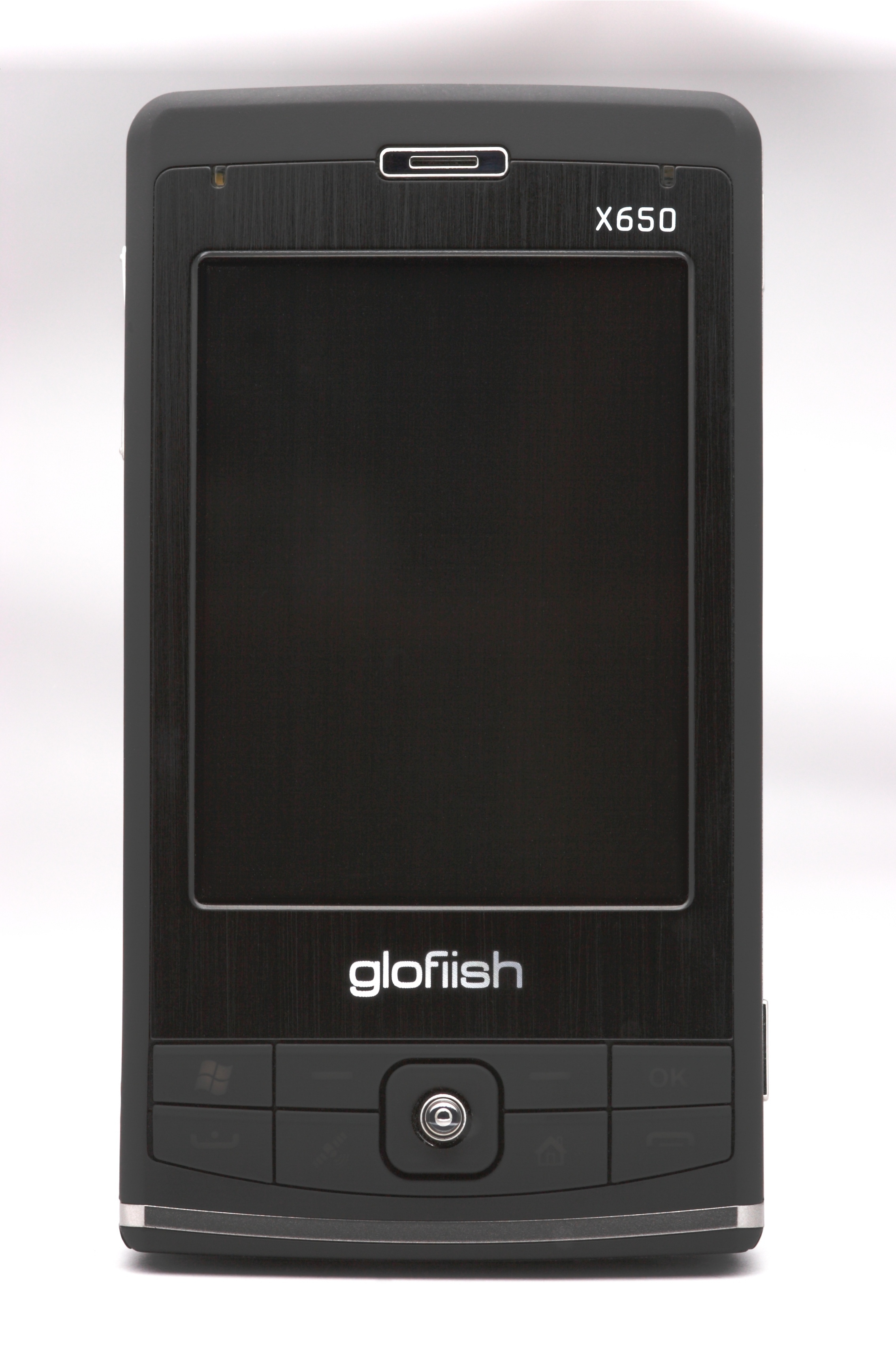
E-TEN Glofiish X650

2006年、E-TENは新しいスマートフォンシリーズ・Glofiish、X500・M700を発表した。どちらのモデルもGSM、Bluetooth、Wi-Fi、GPSを搭載している。2007年第3四半期に3Gに対応する最初のGlofiishモデルであるX800をリリースし、続いてスライディングキーボード付きのM800をリリースした。

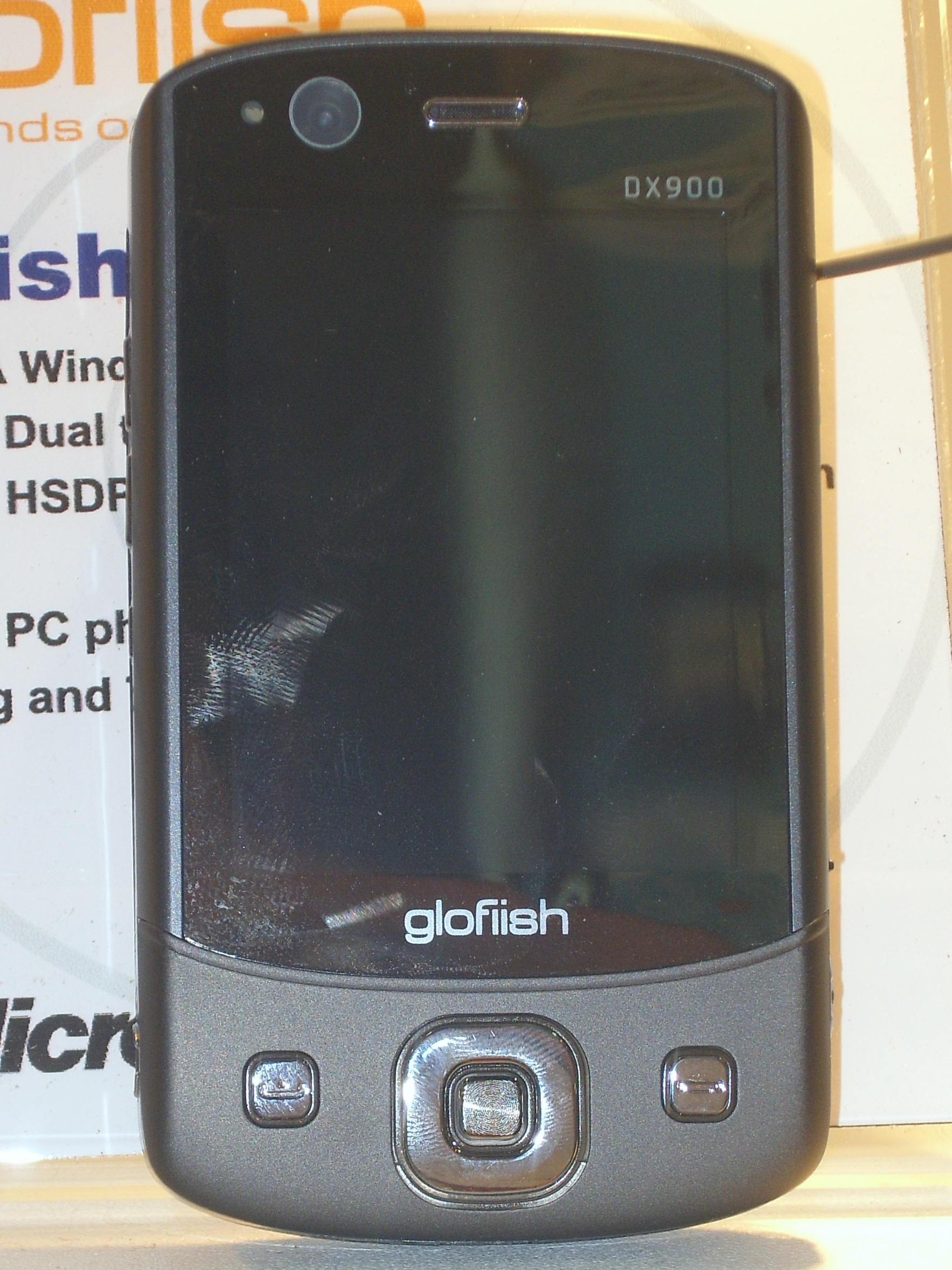
E-TEN Glofiish DX900

E-TENは、HSDPAとEDGEに対応する最初のデュアルSIM Windows Mobile端末であるGlofiish DX900で、2008年のCOMPUTEX賞のベストチョイスを受賞した。DX900はE-TENのブースで、3つのPocket PC電話（V900、X900、X610）とともに展示された。E-TEN製品にとって最も成功した市場はロシアだった。同社は2008年第1四半期に20.52%のシェアを獲得しており、Windows MobileベースのデバイスのトップシェアがHTCではなかった数少ない市場の一つになっている。
2008年3月、エイサーはE-TENを2億900万ドルで買収すると発表した。エイサーの会長J.T. ワンは、「E-TENの買収により、エイサーのグローバルなフットプリントが拡大し、モビリティ分野において強く信頼性の高い存在となる」と述べた。買収後、E-TENブランドは廃止され、以降の全ての製品にエイサーの名前が使用された。

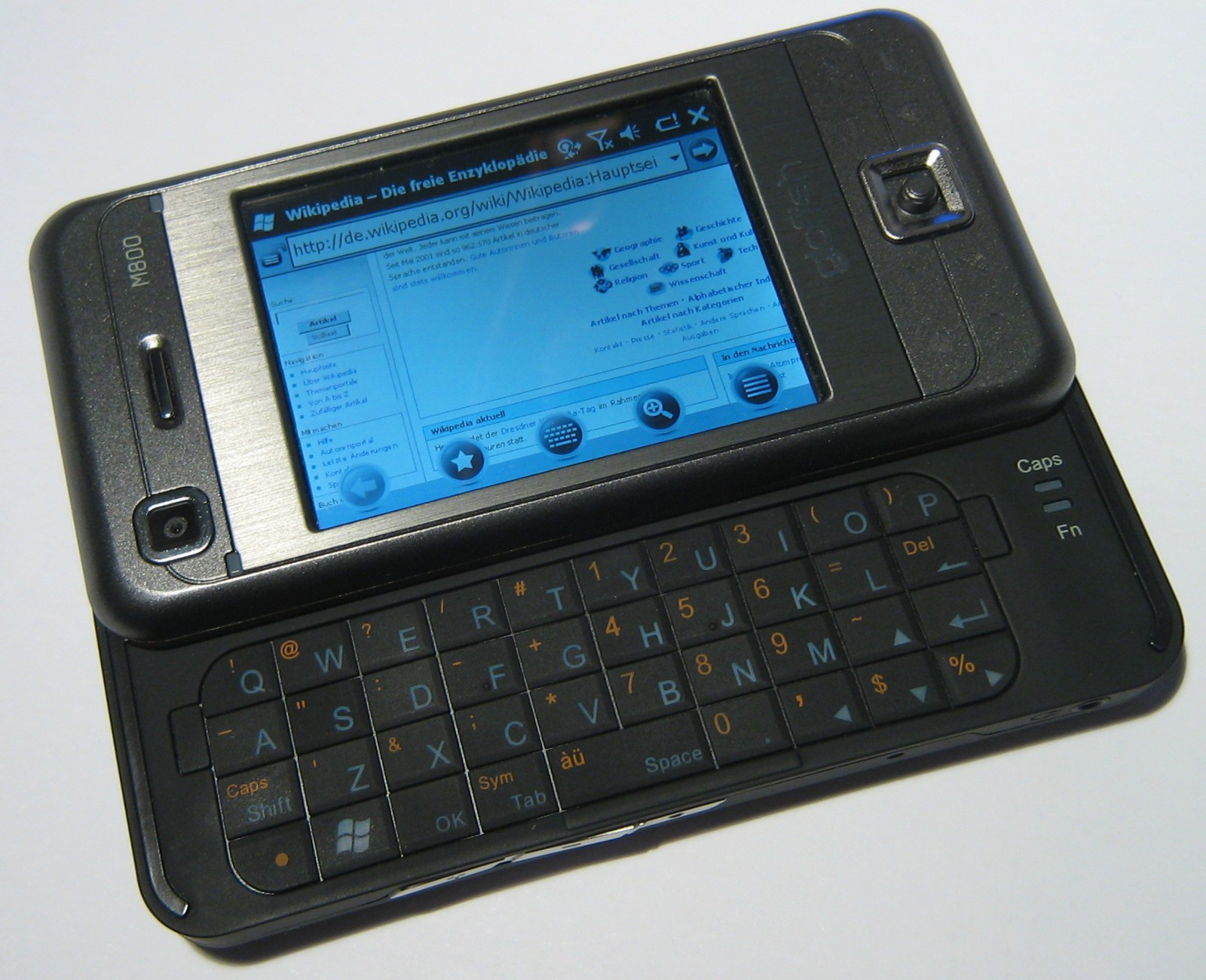
E-TEN Glofiish M800